# Løgting
El Løgting ['lœk.tɪŋg] , cuyo nombre oficial es Føroya løgting («Løgting de las Feroe») es el parlamento de las Islas Feroe, país constituyente de Dinamarca. Su nombre significa literalmente "asamblea legal", y proviene del nórdico antiguo lǫgþing, que era un alto tribunal en los antiguos territorios noruegos.
Su sede es la Casa del Løgting (Løgtingshúsið), una casa de madera de 1856 localizada en el centro de Tórshavn junto a un edificio moderno que constituye las oficinas del parlamento.

## Historia
Su origen se remonta a los antiguos ting o thing, asambleas por las que se gobernaban las antiguas sociedades germánicas (especialmente las nórdicas) y estaban formadas por hombres libres y presididas por un lagman. Se reunían en intervalos regulares para elegir a los líderes de las tribus y especialmente a los reyes. La regla general era un hombre, un voto, aunque evidentemente las deliberaciones estaban dominadas por los miembros de la comunidad más influyentes.
En las Feroe, el ting o Þing ha existido durante el último milenio. Es la asamblea nórdica más antigua, junto con las de la Isla de Man e Islandia. Se menciona por primera vez en la saga Færeyinga, escrita a principios del siglo XIII. Dado que las islas fueron exploradas antes que Islandia, cuya asamblea data de 930, probablemente la de las islas Feroe es aún más antigua.
Hasta 1557, el parlamento se reunía al aire libre en la península de Tinganes, en Tórshavn, dos veces al año. Ninguna de las leyes estaba escrita, por lo que tenían que ser memorizadas por el løgsøgumaðurin, que era el dirigente del Løgting. El Løgting constituía la asamblea central feroesa, pero adicionalmente hubo asambleas locales (Várting) desde la era vikinga hasta la reforma.

## Atribuciones
El Løgting o parlamento feroés es un órgano representativo del pueblo feroés, en concordancia con el Estatuto de Autonomía de 1948. Es el poder legislativo de las Islas Feroe, aunque de acuerdo al artículo 1 del Estatuto de Autonomía, no tiene injerencia en la constitución del Estado Danés, en la ciudadanía y nacionalidad feroesa, en la Corte Suprema del Estado Danés, o en política exterior, de seguridad y defensa, así como en política monetaria y cambiaria.
Además de su función legislativa, el Løgting vigila y controla al poder ejecutivo, además de poder retirarle la confianza y destituirlo. El Løgting designa parcialmente al primer ministro: el presidente del Løgting, después de platicar con los distintos grupos parlamentarios, hace una propuesta al pleno; posteriormente hay una votación y si la mayoría del pleno vota en contra del candidato, la propuesta es rechazada; de lo contrario el candidato es aceptado. Cualquier miembro del Løgting, ya sea en el pleno o en comisiones, puede interpelar al gobierno, realizarle preguntas y pedirle cuentas.

## Funcionamiento

### Sesión inaugural
Dada su antigüedad, en la sesión inaugural se realiza una tradición que se remonta a la época de dominación noruega, tiene un ceremonial bastante pintoresco: el Parlamento se reúne en primera sesión del día de San Olav (ólavsøka). El 29 de julio los miembros del Løgting, los ministos (landsstýrismenn), el Alto Comisionado de Dinamarca (ríkisumboðsmaður) y los funcionarios de mayor nivel recorren en procesión el camino desde el Parlamento a la Catedral (Havnar kirkja). Después de la misa, vuelven al edificio del Løgting, para la sesión de apertura del mismo. El primer ministro da su discurso del Día de San Olav, en el cual detalla el estado de la nación, cuyo debate posterior es el más importante, en el cual se vota el presupuesto, junto con otros 100-150 asuntos, que es la regla general en cada sesión.
Los protocolos del Løgting se conservan en el Archivo Nacional de Tórshavn. Abarcan un periodo desde 1298 a la actualidad, hay que resaltar que muy pocos parlamentos han conservado sus documentos desde hace tanto tiempo y con una continuidad como el de las Islas Feroe.

### Procedimiento legislativo
El procedimiento legislativo es como sigue. Primero, debe existir una moción realizada por el primer ministro, un miembro de su gobierno, o un miembro del Løgting. Es entonces cuando la propuesta de ley entra al parlamento. Posteriormente tienen lugar de dos a tres lecturas, donde se debate la propuesta y se pueden hacer enmiendas. En la primera lectura se debate la propuesta en términos generales, y el presidente del Løgting la turna a la comisión correspondiente. La comisión presenta un reporte al pleno, se realiza una segunda lectura y ha lugar la primera votación. Si la propuesta es derrotada se desecha, de lo contrario pasa a una tercera lectura y sus respectivos debates y votación. Si la propuesta, con todas sus enmiendas, es votada favorablemente, se envía al primer ministro, quien la confirma como acta parlamentaria y la publica en la gaceta oficial feroesa, tras lo cual la ley entra en vigor. El primer ministro tiene poder de veto sobre las propuestas de ley, pero rara vez lo ejerce, ya que puede resultar en una moción de censura de parte del Løgting y ser apartado del cargo.

### Otros procedimientos
El Løgting tiene también atribución para emitir una recomendación al parlamento danés (Folketing) cuando este último emite leyes concernientes a las Islas Feroe. En ese caso, el procedimiento es similar al usado en las propuestas de ley feroesas, con la diferencia que la decisión del Løgting no es publicada ni entra en vigor. El primer ministro se encarga de informar al comisionado del reino de la decisión tomada.
Las propuestas de resoluciones parlamentarias sólo se discuten en dos lecturas, y después de la segunda se votan en el pleno. Las resoluciones parlamentarias, al no ser leyes, no son proclamadas por el primer ministro, y no tienen efecto en el gobierno ni en los ciudadanos, pero en algunos casos, la Ley de Autonomía estipula que las resoluciones deben pasar por el Løgting antes de que el gobierno feroés concluya tratados importantes con otros países.
Un miembro del Løgting puede pedir cuentas o realizar preguntas escritas u orales a cualquier miembro del gobierno feroés o al comisionado del reino. El objetivo de este ejercicio es obtener la mayor información posible para tomar una decisión política. En este procedimiento únicamente hay un debate y la redacción de una conclusión. No hay votación ni debate en comisiones.
En las mociones de censura, tras un voto de censura contra el primer ministro o algún miembro del gobierno de éste, tiene lugar una lectura, un debate y una votación. Si se alcanza un mínimo de 17 votos, tiene lugar la remoción del ministro en cuestión.

## Presidencia del Løgting
El presidente del Løgting es el que dirige las sesiones y se encarga de que se cumplan las providencias constitucionales y las reglas y procedimientos pertinentes al seno del Løgting, además de ser el representante del mismo. El presidente, junto con tres vicepresidentes, conforman la mesa directiva. Todos ellos son electos de entre el pleno del Løgting en el momento inmediato al inicio de la legislatura y ocupan su cargo durante el tiempo que dure esta (máximo 4 años).
El presidente puede participar en los debates durante las sesiones, pero para ello debe ceder temporalmente su silla a alguno de los vicepresidentes.

## Comisiones
Cada miembro del Løgting pertenece a una de las 7 comisiones permanentes, y permanecen en ella durante toda la legislatura, a menos que el pleno decida volver a repartir las comisiones. Cada comisión consiste de 7 miembros, a excepción de la comisión de control, compuesta de sólo 3 miembros.
- Comisión de finanzas
- Comisión de justicia
- Comisión de control
- Comisión de cultura
- Comisión de economía
- Comisión de asuntos exteriores
- Comisión de bienestar.

## Composición
El parlamento feroés consta de una circunscripción con 33 diputados electos por votación popular un períodos de cuatro años, entre los cuales se elige al primer ministro (Løgmaður).
El Comisionado del Reino representa a Dinamarca en las Islas Feroe y toma parte en las sesiones del parlamento, sin derecho a voto.